# L'ultimo turno (film 2020)
L'ultimo turno (The Last Shift) è un film del 2020 diretto da Andrew Cohn.
Si tratta del primo lungometraggio diretto da Cohn, se si eccettuano i documentari, per i quali è un autore già molto apprezzato. La pellicola, di cui il regista firma anche il soggetto e la sceneggiatura, è stata presentata al Sundance Film Festival il 27 gennaio 2020 e quindi è stata acquistata dalla Sony che dal settembre successivo si è occupata della distribuzione su larga scala.

## Trama
Dopo 38 anni di lavoro in un fast food, Stanley è vicino al pensionamento. Ad una settimana dall'addio deve però occuparsi dell'inserimento di Jevon, il ragazzo che dovrà sostituirlo.
Stanley copre il turno di notte, nel quale si devono svolgere un gran numero di mansioni e si è gravati di una grande responsabilità, dovendo in pratica condurre il locale da soli.
Jevon, in carcere dopo una bravata, può evitare gli ultimi mesi di detenzione solo se riga dritto e quindi si trova quasi costretto a dover accettare un lavoro che non gli piace. Ha un talento per la scrittura ma non sembra intenzionato ad impegnarsi in niente, e questo nonostante abbia un figlio e venga puntualmente richiamato dalla compagna Sidney, molto più responsabile di lui.
Con i pochi soldi che ha da parte, Stanley vorrebbe comprare una macchina e lasciare Albion, nel Michigan, per raggiungere la madre in Florida, che il fratello benestante e con il quale è in eterno dissidio, avrebbe "parcheggiato" in un brutto ospizio. 
Dopo un'aggressione in cui viene rapinato di tutto, l'ultimo giorno di lavoro, Stanley, disperato, sottrae del denaro dalla cassaforte del negozio. Di fronte all'irreprensibilità dell'anziano dipendente, Shazz incolpa Jevon dell'ammanco e lo licenzia, evitandogli comunque di tornare carcere.
A Stanley poi va nuovamente tutto storto, per cui a metà strada deve rinunciare alla Florida e, tornato ad Albion, trova lavoro nel fast food concorrente, dove la paga, come gli aveva suggerito Jevon, è migliore anche da semplice apprendista.
Jevon, profondamente deluso proprio da chi gli aveva insegnato l'etica del lavoro, trova un impiego come bibliotecario e riprende a scrivere venendo anche riavvicinato dalla compagna che lo coinvolge nella cura del figlio.
Quando un giorno Stanley incrocia casualmente Jevon in autobus, non ha la forza di scusarsi né di salutarlo. Il ragazzo lo aveva fatto riflettere sulle discriminazioni di cui sono vittime le persone di colore. Cosa che Stanley, da bianco in una posizione sociale tutt'altro che vantaggiosa, non era stato disposto ad ammettere.
Il ricordo di un ragazzo nero assassinato nell'omertà generale, ai tempi del liceo, e il suo stesso comportamento nel momento in cui si è permesso di farla franca a spese di un ragazzo di colore pregiudicato, fanno capire ora a Stanley come stavano e come continuano a stare realmente le cose.

## Distribuzione
Il film in Italia è stato distribuito direttamente sulle piattaforme pay-per-view, quindi dal giugno 2022 su Netflix.